# Plechtinec
Plechtinec je malá vesnice, část obce Městečko Trnávka v okrese Svitavy. Nachází se asi 3,5 km na východ od Městečka Trnávky. V roce 2009 zde bylo evidováno 9 adres. Přibližně zde žije asi 11 obyvatel (2018).
Plechtinec leží v katastrálním území Pěčíkov o výměře 4,79 km2. Severně od vsi se nachází soutok Třebůvky a Jevíčky.

## Název
Jméno Plechtinec je asi zdrobnělina (s neobvyklou příponou) od staršího (písemně nedoloženého) Plichtín odvozeného od osobního jména Plichta (totožného s obecným plichta - "vtíravý člověk"). Význam místního jména byl "Plichtův majetek". Změna i > e v první slabice je nepravidelná (nářeční).